# Barzapharnès
Barzapharnès (aussi appelé Parzaphrane Reschdoum par Moïse de Khorène) est un général parthe de la seconde moitié du Ier siècle av. J.-C.. Au  printemps 40 av, J.-C. Barzapharnès commande une invasion parthe du Levant, sous les ordres de Pacorus Ier, fils du roi Orodès II. Alliés avec le romain hors la loi Quintus Labienus, ils s'emparent de la Syrie. Ils aident Antigone II Mattathiah à s'emparer du trône de la Judée. Par la ruse, Barzapharnès fait prisonnier Hyrcan II, qu'il envoie en Mésopotamie. Mais leurs succès est de courte durée, la contre-offensive romaine chasse Labienus d'Asie Mineure, puis en -38 les forces romano-parthes subissent une défaite cuisante lors de la bataille de Gyndarios, au cours de laquelle Pacorus est tué. Pour sa part Barzaphanès ramène Hyrcan prisonnier au-delà de  l'Euphrate.

## L'offensive Parthe de 40 av. J.-C.

### Prises d'Apamée et d'Antioche

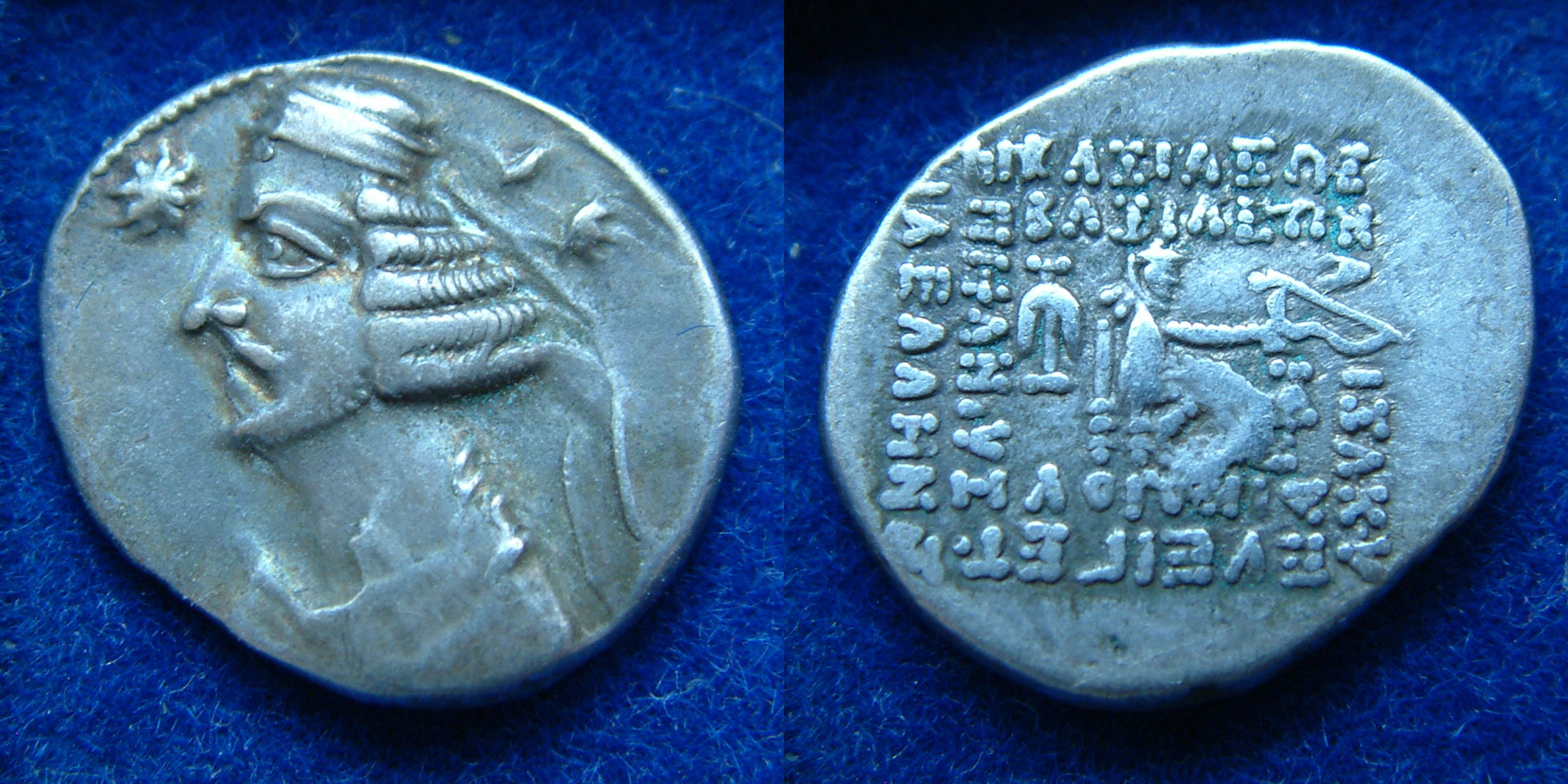
Orodès II, roi des Parthes (54 à 38)

Au printemps de 40 av. J.-C., une grande armée Parthe, menée par Pacorus et Labiénus, franchit l'Euphrate et pousse rapidement jusqu'à Apamée. Labienus obtient le ralliement de nombreux vétérans romains des armées de Crassus et Brutus majoritaires sur place. Arguant  de leur ancienne solidarité d'armes, il parvient rapidement à obtenir leur reddition volontaire. Ces ralliements entraînent la fuite du frère du légat, Saxa, qui sert sur place en qualité de questeur. Le légat de Marc Antoine regroupe ses forces un peu plus loin, mais il a probablement mal choisi son terrain et il est très vite submergé par le nombre et la valeur des cavaliers Parthes. À Apamée où l'on croit que le légat de Marc Antoine est mort, la garnison met bas les armes et la puissante cité ouvre ses portes aux forces combinées des Parthes et des Romains menées par Labiénus. Celui-ci remonte alors la vallée de l'Oronte jusqu'à Antioche, où s'est réfugié Saxa, et s'en empare sans coup férir, comme il s'est emparé d'Apamée,,. Le légat d'Antoine préfère à nouveau s'enfuir vers le nord.
Les forces romano-parthes se séparent alors pour mener leur offensive dans deux directions. Labiénus franchit les monts Taurus et à la tête d’une partie de l’armée, Quintus Labienus marche vers le nord à la poursuite de Saxa, qu’il bât en Cilicie, ce qui entraîne son suicide. Après la mort de Saxa, Labienus conquiert sans rencontrer de résistance la moitié sud l’Asie mineure exception faite de quelques cités,. Il pousse son invasion dans le territoire de la Turquie actuelle, jusqu'à la province romaine d'Asie.

### Offensive en Syrie

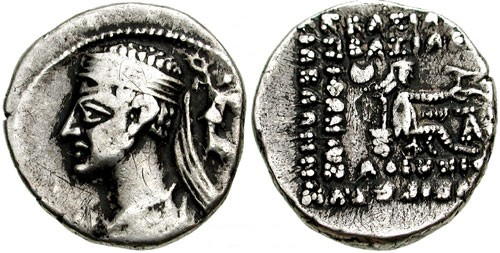
Pacorus Ier, le roi Arsacide associé à son père Orodès II qui mène cette offensive.

De leur côté, Pacorus et Barzapharnès s'avancent en direction du sud, vers la Phénicie et la Palestine. L'offensive de Pacorus suit les plaines côtières, tandis que Barzapharnès, s'avance par l'intérieur des terres. Les rois arabes se rallient comme Ptolémée fils de Mennaeus, puis son fils Lysanias, rois d'Iturée. En Judée, le prince Hasmonéens Antigone II Mattathiah (Antigone ben Aristobule) qui s'était réfugié chez Ptolémée fils de Mennaus, après le meurtre de son père par les romains et sa disgrâce au profit de son frère Hyrcan II, s'allie aux Parthes. Dans les Antiquités judaïques, Flavius Josèphe indique que Barzapharnès qui a beaucoup d'influence sur Lysanias, le convainc de "faire amitié" avec Antigone. Il ajoute qu'Antigone aurait promis 1 000 Talents et 500 belles femmes issues de la noblesse juive au satrape, à condition qu'il l'aide à éliminer les fils d'Antipater, dont le célèbre Hérode le Grand. Mais dans la Guerre des Juifs écrite 15 ans auparavant, il indiquait au contraire, que c'était le fils de Lysanias, nommé lui aussi Pacoros, qui aurait persuadé « le satrape, en lui promettant mille talents et cinq cents femmes, de ramener sur le trône Antigone et de déposer Hyrcan ». Moïse de Khorène raconte une version équivallente. Le « prince confie alors une partie de sa cavalerie à un échanson du palais qui portait le même nom que lui, et lui ordonne d'envahir la Judée pour observer l'ennemi et soutenir Antigone au besoin ».
Antigone bat les partisans d'Hérode dans le Carmel et les poursuit jusqu'à Jérusalem avec un grand nombre de Juifs qui se rallient à lui. Ces forces parviennent à pénétrer dans la ville où les combats s'engagent. Les partisans d'Hérode et d'Antigone s’affrontent dans la ville, alors qu'Hérode et Hyrcan sont assiégés dans le palais. Usant de duplicité, un des Pacoros — probablement l'échanson du fils d'Orodès II — invite Phasaël et Hérode à se rendre en Galilée auprès de Barzapharnès pour faire la paix. Hérode refuse, mais Phasaël accepte avec Hyrcan II. Ils constatent bientôt qu'ils sont en fait prisonniers. 
Sentant l'étau se refermer sur lui, Hérode parvient à sortir de Jérusalem de nuit avec sa famille. Il veut mener sa troupe de fugitifs vers l'Idumée où il sait pouvoir trouver des appuis. Il est rejoint en route par d'autres de ses partisans, ils sont bientôt 9 000 hommes,. Mais les Parthes de Pacoros se sont lancés à leur poursuite. Le convoi tombe dans une embuscade de ses adversaires juifs où sera par la suite édifié l'Hérodion en souvenir de ce qu'Hérode appellera son plus grand combat. Il parvient à mettre sa famille en sécurité à Massada et va chercher du renfort à Pétra. Les Parthes s'emparent alors de Jérusalem, descendent le long de la côte jusqu'à Gaza et s'installent en Idumée Pour une courte période toute la Syrie y compris la Judée a été subjuguée, à quelques exceptions près, dont la ville fortifiée de Tyr.

### Antigone roi de Judée vassal des Parthes
« À Jérusalem, libérée ou occupée par les Parthes, selon le point de vue qu'on adopte, Antigone est intronisé à la fois comme roi et grand-prêtre. » Le royaume hasmonéen a officiellement été restauré, mais dans les faits, on passe d'une théocratie cliente des Romains à un protectorat Parthe. Constatant qu'il est prisonnier, Phasaël se suicide et Hyrcan II est emmené prisonnier par les Parthes en Parthiène. Avant cela, son frère Antigone II Mattathiah obtient qu'une de ses oreilles soit tranchée, ce qui lui interdit définitivement de pouvoir exercer la fonction de Grand prêtre d'Israël.
Hérode, mal reçu par le roi de Nabatène Malichos Ier, rejoint Alexandrie puis Rome. Bien reçu par Antoine et Octave, il est proclamé roi de Judée à l'unanimité du Sénat romain en décembre 40 av. J.-C.. La décision du Sénat « est exceptionnelle, les Romains ayant pour principe de n'accorder le titre royal qu'aux descendants des anciennes dynasties. »
Mais le succès initial rencontré par les Parthes est sans lendemain. « Contrairement aux espoirs affichés par le monarque arsacide », le répit laissé aux Parthes par l'affrontement entre Marc Antoine et Octave-Auguste va être relativement bref. Très tôt dans l'année 39 av. J.-C., après l'accord de Brindisi entre les deux triumvirs, le général romain Publius Ventidius Bassus passe en Asie mineure avec son corps expéditionnaire. Il contre-attaque et vainc les forces de Labienus à plusieurs reprises, alors qu'une bonne partie des légionnaires se rallient à Bassus. Labienus est traqué, capturé, puis probablement mis à mort par Demetrius le gouverneur de Chypre,,. Il défait ensuite Pacorus Ier lors de la bataille de Gindarus en Syrie du nord, lors de laquelle celui-ci est tué,, (-38).

## En Judée
Hérode reprend pied en Palestine avec l'appui de l'armée romaine victorieuse des Parthes. Il débarque en 39 av. J.-C. à Ptolémaïs cité phénicienne qui a réussi à résister aux assauts des Parthes. Cinq « lochoi » de soldats juifs (env. 2 500 hommes) l'y attendent, il enrôle aussi des mercenaires étrangers. Longeant la côte en direction du sud, il s'empare de Joppé. « Il pénètre ensuite en Idumée où il est accueilli en libérateur » et délivre sa famille à Massada. Mal soutenu par le général romain Silo, il doit abandonner l'attaque de Jérusalem. Pendant l’hiver 38 av. J.-C., maître de la côte, de l'Idumée et de la Samarie, il achève de prendre le contrôle de la Galilée en pourchassant les bandes de brigands et maquisards. Comme le général romain Machaeras a une attitude ambiguë, Hérode rencontre Antoine à Samosate et celui-ci donne des instructions précises à Sossius, le gouverneur de Syrie. 
Pendant l'absence d'Hérode, la situation de ses partisans empire : Joseph, frère d'Hérode, est tué dans une embuscade près de Jéricho. « Avec lui six cohortes, majoritairement romaines ont été massacrées. » la Galilée se révolte et les notables partisans d'Hérode sont noyés dans le lac de Tibériade. Renforcé par les deux légions de Caius Sosius, Hérode reprend le contrôle de la Galilée et de Jéricho et bat les partisans d’Antigone près d'Isana. 
Au printemps 37 av. J.-C., il met le siège devant Jérusalem qui tombe au bout de cinq mois. La ville est livrée au pillage, mais Hérode, soucieux de préserver l'avenir, parvient en payant les soldats à préserver le Temple de Jérusalem. Antigone se rend à Sossius qui l'emmène à Antioche où Marc-Antoine cède aux demandes d'Hérode et lui fait trancher la tête. Il a le privilège d'être le premier roi exécuté par les Romains.
Hérode prend le titre de roi des Juifs, que le sénat lui avait accordé.

## Barzaphanès et son prisonnier Hyrcan
Pour sa part Barzapharnès est parvenu à franchir l'Euphrate avec Hyrcan prisonnier. Selon Moïse de Khorène et Thomas Arçrouni, à son arrivée au pouvoir, le roi d'Osrhoène Ma'nu Saphul dont la capitale était Nisibe, s'est mis à persécuter les juifs de Mygdonie car ceux-ci avaient laissé repartir Hyrcan en Judée et surtout lorsqu'il a su qu'il ne toucherait pas les 100 talents qu'il avait promis de verser contre sa libération car Hérode le Grand l'a fait assassiner (vers 30 av. J.-C.).